# Стад (Дюделанж)
«Стад» (фр. Stade Dudelange) — люксембурзький футбольний клуб із міста Дюделанж, заснований 1913 року. Припинив існування у 1991 році.

## Досягнення
- Чемпіонат Люксембургу
  -  Чемпіон (10): 1939, 1940, 1945, 1946, 1947, 1948, 1950, 1955, 1957, 1965
  -  Срібний призер (6): 1920, 1923, 1925, 1928, 1956, 1960

- Кубок Люксембургу
  -  Володар (4): 1938, 1948, 1949, 1956
  -  Фіналіст (8): 1928, 1936, 1939, 1940, 1947, 1957, 1958, 1960

- Гауліга Міттерхайн
  -  Чемпіон (1): 1942

## Відомі гравці
- Ернест Бреннер (1952—1971)
- Ніколас Кеттель (1945—1948, 1953—1960)
- Тео Стендебах (1958—1963)
- Камілль Лібар (1937—1940, 1944—1947)